# إتش بي أو
اتش بي أو (هوم بوكس أوفيس) (بالإنجليزية: HBO)‏ هي شبكة تلفزيونية أمريكية تابعة لعملاق الإعلام تايم وارنر، تقدم خدمتي تلفزيون متواصلتين مدفوعتي الثمن لأكثر من 40 مليون مشترك أمريكي، ومن بين الخدمات التي تقدمها الشركة هناك خدمات الفيديو حسب الطلب. وهي تبيع سلسلة من البرامج التلفزيونية لأكثر من 150 بلد حول العالم.
تنتج شركة HBO الأفلام السينمائية بشكل كامل والبرامج التلفزيونية والمسلسلات الإبداعية. ومن بين المسلسلات التي تُبث على قناتها مسلسل الجنس والمدينة ومسلسل ستة أقدام تحت الأرض ومسلسل آل سوبرانو ومسلسل دم حقيقي ومسلسل اكبح حماسك ومسلسل او زد ومسلسل أنتوراج ومسلسل الرجل الخفي ومسلسل أغصان يابسة ومسلسل في العلاج ومسلسل ممر الامبراطورية و مسلسل تشيرنوبيل وكذلك المسلسل الشهير صراع العروش. ومن المعروف عن هذه القناة ممثلة بشركتها بأنها تعرض برامج جريئة وللبالغين أكثر من القنوات الأخرى، مثل شوتايم وإف إكس.

## أبرز برامج القناة

### برامج درامية
- 1997: أوز

- 1999: آل سوبرانو
- 2002: ذا واير
- 2011: صراع العروش
- 2014: محقق فذ
- 2014: الباقون
- 2016: في ليلة
- 2016: وست وورلد
- 2018: الصديقة الرائعة
- 2019: تشيرنوبل

### برامج كوميدية
- 2000: اكبح حماسك
- 2005: العودة
- 2012: فتيات
- 2012: نائبة الرئيس
- 2014: وادي السليكون
- 2016: نائب المدير

### برامج حوارية
- 2014: الإسبوع الماضي هذا المساء مع جون أوليفر

## الجوائز
- جائزة إيمي لأفضل عمل درامي،2023 عن مسلسليْ "Succession" (الخلافة) و"The White Lotus" (اللوتس الأبيض).[1]